# سومیه ساکای
سومیه ساکای (انگلیسی: Sumie Sakai؛ زادهٔ ۶ آوریل ۱۹۴۵) صداپیشگی در ژاپن، و بازیگر اهل ژاپن است. وی از سال ۱۹۶۳ میلادی تاکنون مشغول فعالیت بوده‌است.